# Harry R. Lewis

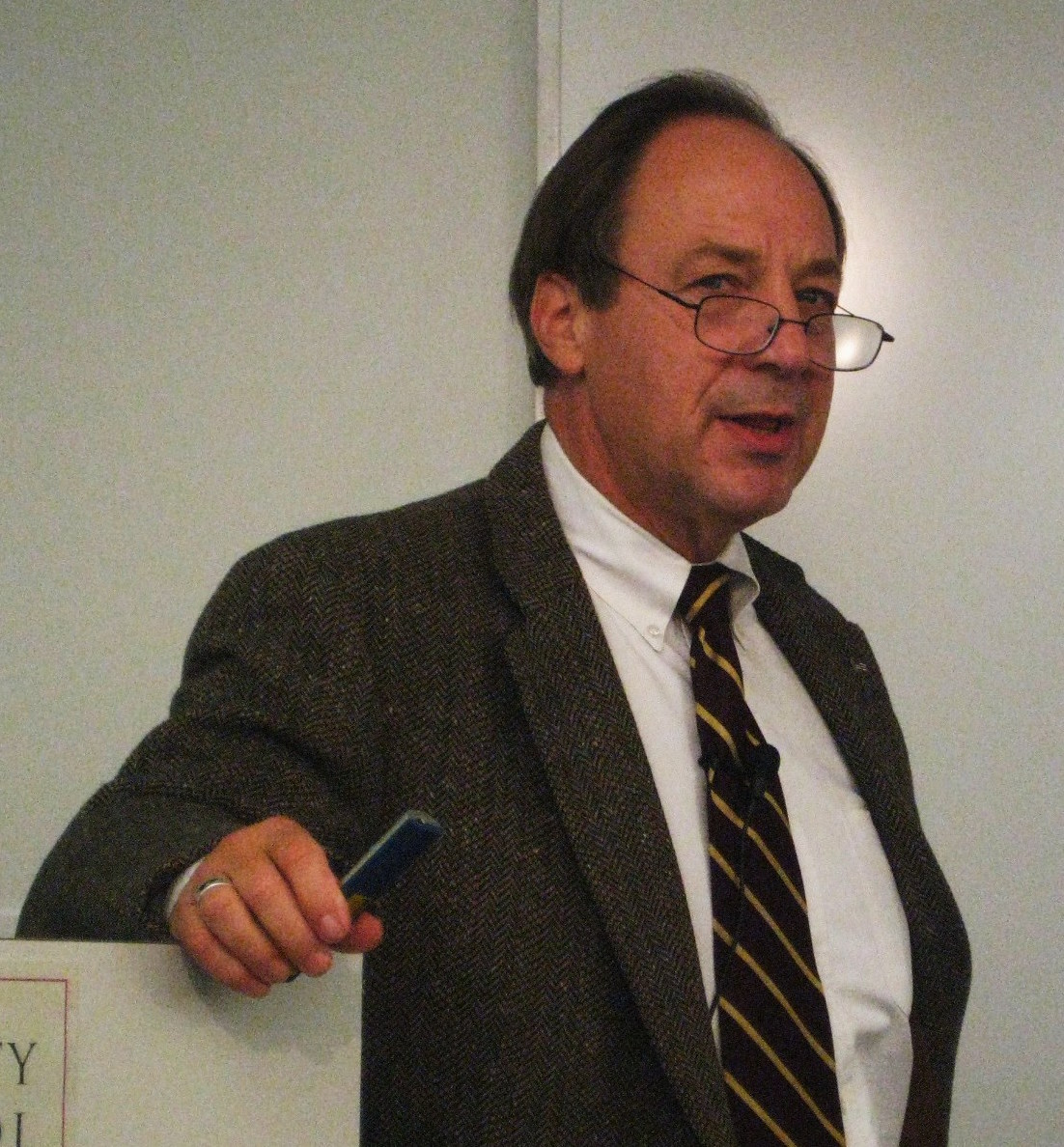
Harry Lewis (2008)

Harry Ralph Lewis  (* 19. April 1947 in Boston, Vereinigte Staaten) ist ein US-amerikanischer Mathematiker, Informatiker und Hochschullehrer. Er ist emeritierter Gordon-McKay-Professor für Informatik an der Fakultät für Ingenieurwissenschaften und angewandte Wissenschaften der Harvard University.

## Leben und Werk

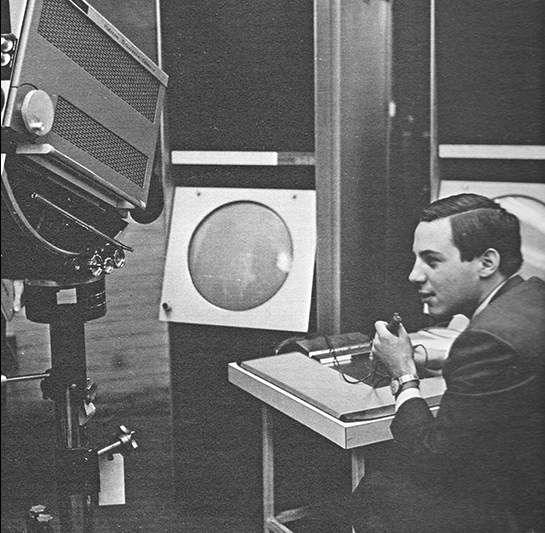
Harry Lewis mit seinem Abschlussprojekt SHAPESHIFTER. Das Programm lief auf einem PDP-1-Computer mit Grafikdisplay. Das Harvard Magazine beschrieb es damals wie folgt: Das Programm führt schnelle Transformationen in der komplexen Zahlenebene durch und ermöglicht dem Benutzer, die Ergebnisse einer bestimmten mathematischen Transformation schnell zu visualisieren. Die Transformationsgleichungen werden mit einem Zeichenstift in den Computer eingegeben und in maschinenlesbaren Code umgewandelt. Die eigentlichen Berechnungen werden dann von diesem Code gesteuert

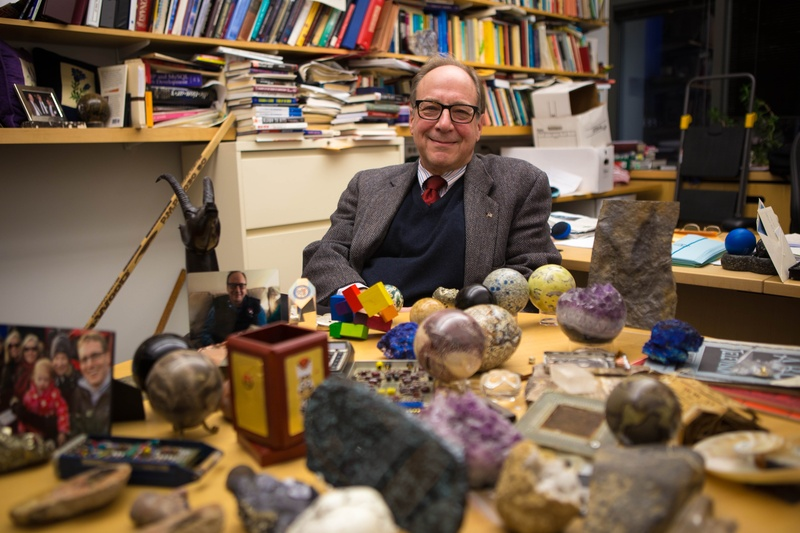
Harry R. Lewis in seinem Büro in der Maxwell Dworkin Hall, 2016

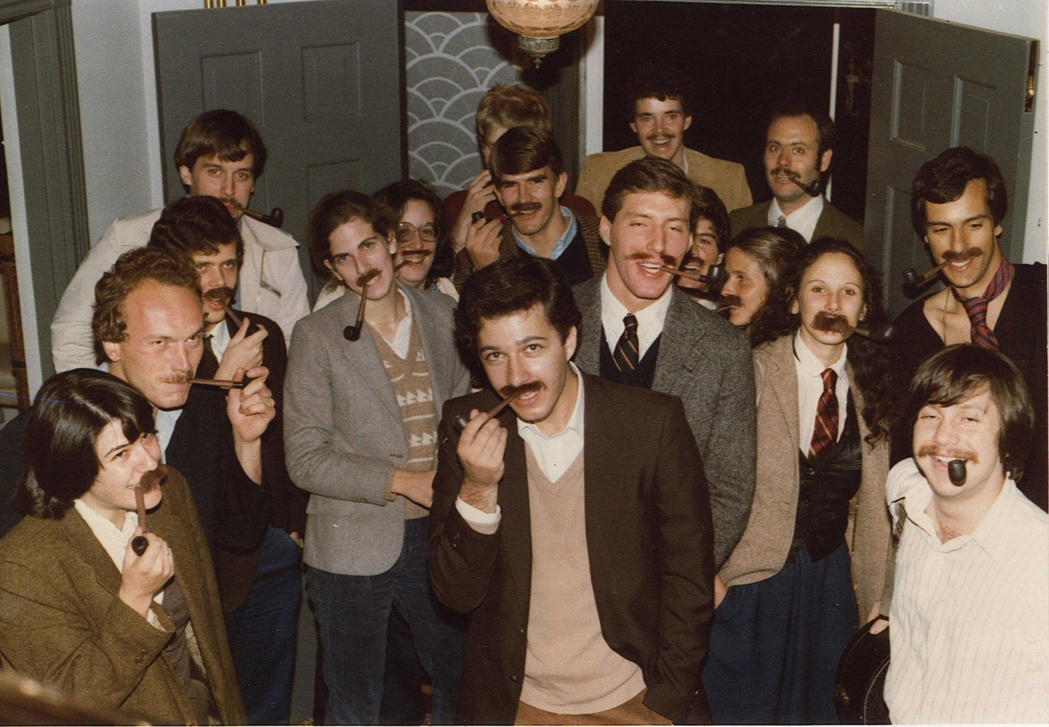
Im Herbst 1982: seine Studenten in Harry-Lewis-Halloween-Kostümen

Lewis war der Sohn von Einwanderern. Sein Vater war ein Veteran des Zweiten Weltkriegs und der Sohn eines deutschen Vaters und einer russisch-jüdischen Mutter. Er besuchte von 1959 bis 1964 die The Roxbury Latin School in West Roxbury, die er summa cum laude abschloss. Er begann dann sein Studium im Herbst 1964 am Harvard College. Durch einen Teilzeitjob in einem Psychologielabor in Harvard entdeckte er die Computerprogrammierung. Er verfasste bei Ivan Sutherland seine Bachelorarbeit, die sich mit Handschrifterkennung, der Analyse handschriftlicher mathematischer Notationen und deren Anwendung in der experimentellen Mathematik beschäftigte. 1968 schloss er sein Studium mit einem Bachelor summa cum laude in Angewandter Mathematik ab.
Während des Vietnamkriegs diente Lewis zwei Jahre lang bis Juni 1971 als Offizier im United States Public Health Service Commissioned Corps. Er arbeitete an den National Institutes of Health in Bethesda in Maryland und beschäftigte sich mit Bildverarbeitung sowie System- und Anwendungsprogrammierung. Das akademische Jahr 1970/1971 verbrachte er als Frederick Sheldon Traveling Fellow der Harvard University in Europa. Im Herbst 1971 kehrte er an die Harvard University zurück, um sein Aufbaustudium zu beginnen. 1974 promovierte er in Angewandter Mathematik bei Burton Dreben zum Thema der rechnerischen Unlösbarkeit in der mathematischen Logik mit der Dissertation: Herbrand Expansions and Reductions of the Decision Problem.
Nach seiner Promotion war er bis 1978 Assistant Professor of Computer Science und anschließend bis 1981 Associate Professor of Computer Science an der Harvard University. 1981 wurde er zum Gordon McKay Professor für Informatik ernannt. Von 2003 bis 2008 wurde ihm aufgrund seiner hervorragenden Lehrqualitäten der Titel eines Harvard College Professors verliehen. Am 1. Juli 2020 wurde er emeritiert.
Lewis ist Autor zahlreicher Bücher und Artikel zu verschiedenen Aspekten der Informatik. Ein Buch über die Ursprünge und die öffentlichen Folgen der digitalen Informationsflut, das er gemeinsam mit Hal Abelson und Ken Ledeen verfasst hat, erschien 2008: Blown to Bits: Your Life, Liberty, and Happiness After the Digital Explosion. Es wurde ins Russische und Chinesische übersetzt. Sein  Buch, das er gemeinsam mit Ellen Condliffe Lagemann herausgegeben hat, trägt den Titel What is College For?. Lewis reiste regelmäßig nach Hongkong, wo er als externer Prüfer für das Common Core Curriculum der Universität Hongkong tätig ist und mehrere Artikel für die South China Morning Post geschrieben hat.
Von 1995 bis 2003 war Lewis Dekan des Harvard College. Er ist langjähriges Mitglied des Zulassungsausschusses des Colleges. Neben seiner Tätigkeit als Dozent für Informatik bot Lewis ein Seminar für Studienanfänger zum Thema Amateursport an, das die Sozialgeschichte des Sports in Amerika und insbesondere in Harvard beleuchtete.
Während seiner Zeit als Professor in Harvard zählte er sowohl den Microsoft-CEO Bill Gates als auch den Facebook-Gründer Mark Zuckerberg zu seinen Studenten.
Lewis heiratete 1968 Marlyn McGrath, mit der er zwei Töchter bekam.

## Auszeichnungen
- 2007: Caldwell Award for Academic Leadership, Pope Center

## Veröffentlichungen (Auswahl)
- mit Warren D. Goldfarb: The decision problem for formulas with a small number of atomic subformulas. Journal of Symbolic Logic, 38, 1973, S. 471–480.
- mit Stal O. Aanderaa: Prefix classes of Krom formulas. Journal of Symbolic Logic, 38, 1973, S. 628–642.
- mit Stal O. Aanderaa: Linear sampling and the AEA case of the decision problem. Journal of Symbolic Logic, 39, 1974, S. 519–548.
- Program schemata and the first-order decision problem. Journal of Computer and Systems Sciences, 8, 1974, S. 71–83.
- Description of restricted automata by first-order formulae. Mathematical Systems Theory, 9, 1975, S. 97–104.
- mit Warren D. Goldfarb: Skolem reduction classes. Journal of Symbolic Logic, 40, 1975, S. 62–68.
- Krom formulas with one dyadic predicate letter. Journal of Symbolic Logic, 41, 1976, S. 341–362.
- Renaming a set of clauses as a Horn set. Journal of the Association for Computing Machinery, 10, 1978, S. 134–135.
- The equivalence problem for program schemata with nonintersecting loops. Proceedings of the Fourth Association for Computing Machinery Symposium on Principles of Programming Languages, 1977, S. 253–266.
- mit John H. Reif: Symbolic evaluation and the global value graph Proceedings of the Fourth Association for Computing Machinery Symposium on Principles of Programming Languages, 1977, S. 102–118.
- Complexity measures for combinatorial decision problems of the tiling variety. Proceedings of the Conference on Theoretical Computer Science held at Waterloo, Ontario, August, 1977, S. 62–73.
- A new decidable problem, with applications Proceedings of the 18th Symposium on Foundations of Computer Science, 1977; S. 62–73.
- mit Christos H. Papadimitriou: Efficient computability. Scientific American, 238, 1978, S. 253–266.

## Bücher (Auswahl)
- mit Lloyd Strickland: Leibniz on Binary, The Invention of Computer Arithmetic. The MIT Press, 2022, ISBN 978-0-262-54434-4.
- Unsolvable Classes of Quantificational Formulas. Addison-Wesley Publishing Company, Reading, Massachusetts, 1979.
- mit Christos H. Papadimitriou: Elements of the Theory of Computation. Prentice-Hall, Englewood Cliffs, New Jersey, 1981.
- An Introduction to Computer Programming and Data Structures using MACRO-11. Reston Publishing Company, Reston, Virginia, 1981.
- mit Larry Denenberg: Data Structures and their Algorithms. Harper Collins Publishers, Inc., New York, 1991.
- mit Christos H. Papadimitriou: Elements of the Theory of Computation, Second Edition Prentice-Hall, Englewood Cliffs, New Jersey, 1997.
- Excellence Without a Soul: How a Great University Forgot Education. PublicAffairs, 2006.
- mit Hal Abelson, Ken Ledeen: Blown to Bits: Your Life, Liberty, and Happiness After the Digital Explosion. Addison-Wesley, 2008.
- mit Rachel Zax: Essential Discrete Mathematics for Computer Science. Princeton, 2019.
- Ideas That Created the Future. 2020, MIT Press.